# Кумшацкая
Кумша́цкая — станица в Цимлянском районе Ростовской области.
Входит в состав Маркинского сельского поселения.

## География
Станица расположена в степи в пределах Доно-Донецкой равнины, являющейся частью Восточно-Европейской равнины, на левом берегу реки Кумшак. Высота над уровнем моря — 32 метра. В окрестностях распространены чернозёмы южные и чернозёмы солонцеватые.
По автомобильным дорогам расстояние до областного центра города Ростов-на-Дону (до центра города) составляет 240 км, до районного центра города Цимлянск — 16 км, до административного центра сельского поселения станицы Маркинской — 15 км, до ближайшего относительно крупного города Волгодонска — 35 км. Близ станицы проходит региональная автодорога Волгодонск — Цимлянск — Морозовск.
Климат
Климат умеренный континентальный, с жарким, порой засушливым летом и относительно холодной и малоснежной зимой (согласно классификации климатов Кёппена — Dfa). Среднегодовая температура воздуха положительная и составляет +9,3 °C. Средняя температура самого холодного января −5,4 °С, самого жаркого месяца июля +23,6 °С. Многолетняя норма осадков — 444 мм. В течение года количество осадков распределено относительно равномерно: наименьшее количество осадков выпадает в марте (норма осадков — 29 мм), наибольшее количество — в июне (44 мм).

## История
Основана в XVII веке как казачий городок (впервые Кумшацкий городок упоминается в 1670 году).
30 июня 1737 года вследствие нападения черкесов, татар и казаков-некрасовцев Кумшацкий городок был разорён. В плен были взяты 10 казаков, 240 казачьих жен, 500 детей из них 240 мальчиков и 260 девочек, умерщвлено 12 стариков. Татары захватили 1200 лошадей, 6000 коров, 15000 овец, сожгли 300 дворов и базов, 4000 копен хлеба.
Первоначально станица находилась на правом берегу Дона, но позднее, вследствие многократных наводнений, была перенесена на левый берег Дона. На правом берегу реки Кумшак близ места её впадения в Дон станица располагалась с 1768 года. В 1836 году выгорела почти половина станицы, в 1878 году сгорело 16 дворов. В станице существовала Богоявленская церковь. В 1833, 1847, 1848, 1879 годах в станице были зафиксированы вспышки холеры.
По состоянию на 1918 год станица являлась административным центром Кумшацкого юрта, входившего в состав Первого Донского округа Области Войска Донского.
В 1948 году в связи со строительством Цимлянской ГЭС началось переселение жителей на новое место. В 1941 году на этом месте находился хутор Чебизов. Дата основания хутора не установлена. Новое место располагалось в степи, вдали от источников пресной воды, поэтому большая часть жителей самовольно переселились в прилегающие к станице Красноярской хутора Сиволобов и Романов (Впоследствии хутора были включены в состав станицы Красноярской).

## Население
| 2010 | 2019 |
| ---- | ---- |
| 267  | ↗330 |

## Улицы
Уличная сеть хутора состоит из двух улиц — Молодёжной и Набережной.

## Известные уроженцы
- Бобров, Алексей Николаевич (1932—2014) — советский механизатор, полный кавалер ордена Трудовой Славы.